# Parc provincial Petroglyphs
Le parc provincial Petroglyphs est un parc historique situé à Woodview en Ontario, au nord-est de Peterborough.
Le parc, réputé pour ses pétroglyphes, a été reconnu lieu historique national du Canada en 1980.

## Les pétroglyphes de Peterborough

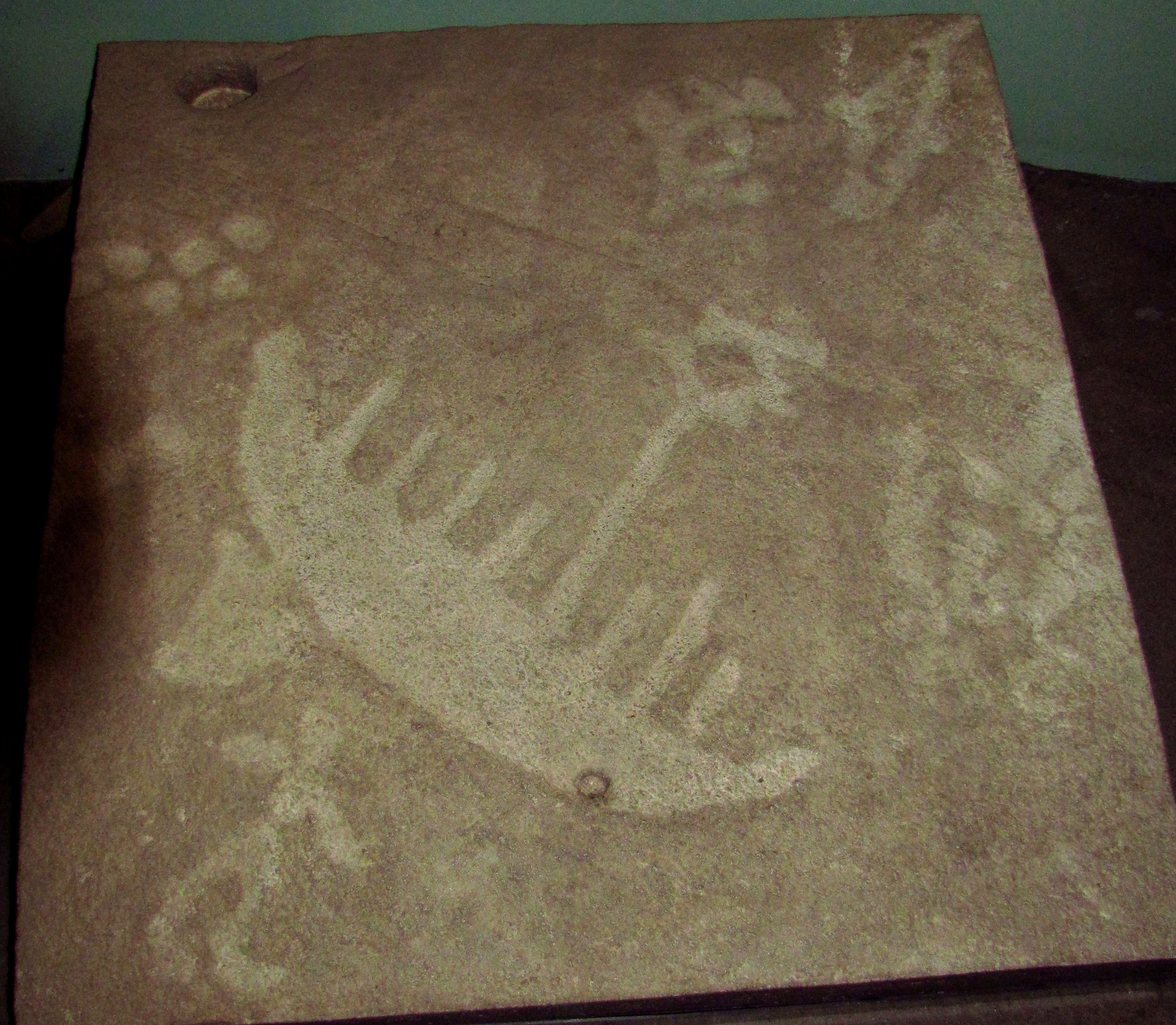
Un pétroglyphe présent sur le parc

Redécouvert par hasard en 1954, le lieu - qui s'appelle Kinomagewapkong en ojibwé (« les rochers qui enseignent ») - constitue l'une des plus importantes concentrations de gravures sur roches du Canada. On y compte en effet plus de 900 figures gravées sur le calcaire de la région représentant des formes humaines et animales mais aussi des soleils et des embarcations solaires.
Les fragments de poterie et d'outils en pierre retrouvés sur le site laissent supposer une datation des gravures étalée entre le Xe et le XVe siècle.
Les pétroglyphes ont été noircis par les archéologues Joan et Ron Vastokas afin de les rendre plus visibles.